# Църнилище
Църнилище или Църнилища (на македонска литературна норма: Црнилиште) е село в община Долнени на Северна Македония.

## География
Селото е разположено в Прилепското поле, северозападно от град Прилеп, в северозападното подножие на Бабуна.

## История
В XIX век Църнилище е село в Прилепска каза на Османската империя. „Етнография на вилаетите Адрианопол, Монастир и Салоника“, издадена в Константинопол в 1878 година и отразяваща статистиката на населението от 1873 година Църнилища (Tzarnilichta) е посочено като село с 60 домакинства и 210 жители мюсюлмани, 40 българи и 7 цигани.
Според статистиката на Васил Кънчов („Македония. Етнография и статистика“) от 1900 година Църнилища (Църнилишча) е населявано от 60 жители българи християни, 580 арнаути мохамедани и 80 цигани.
На Етнографската карта на Битолския вилает на Картографския институт в София от 1901 година Църнилища е смесено село българи, албанци и турци в Прилепската каза на Битолския санджак с 80 къщи.
В началото на XX век цялото християнско население на селото е под върховенството на Българската екзархия. По данни на секретаря на екзархията Димитър Мишев („La Macédoine et sa Population Chrétienne“) в 1905 година в Църнилище има 60 българи екзархисти.
Според Димитър Гаджанов в 1916 година в Църнилища живеят 738 албанци.
По време на Първата световна война Църнилище е включено в Браиловската община и има 738 жители.
На етническата си карта на Северозападна Македония в 1929 година Афанасий Селишчев отбелязва Църнилища като смесено българо-албанско-циганско село.
През време на българското управление в Македония през Втората световна война в село Църнилище функционира първоначално училище с име „Григор Пърличев“.
Според преброяването от 2002 година Църнилище има 1765 жители.
| Националност | Всичко |
| македонци    | 31     |
| албанци      | 1704   |
| турци        | 26     |
| роми         | 0      |
| власи        | 0      |
| сърби        | 0      |
| бошняци      | 1      |
| други        | 3      |

## Личности
Родени в Църнилище
- Младен Демов, кметски наместник в периода от 1941 до 1944 година[10]
- Сали Мустафов, редник в 15-а допълваща дружина, 2-ра рота, убит на 19 окт. 1916 г.. в Силистра, местна военна болница.[11]
- Шериф Сюлейман, албански революционер, войвода и терорист на Вътрешната македонска революционна организация.